# Anthela barnardi
Anthela barnardi là một loài bướm đêm thuộc họ Anthelidae. Loài này có ở Úc.